# جاك ليال
جاك ليال (بالإنجليزية: Jack Lyall)‏ (6 أبريل 1881 في المملكة المتحدة - 17 فبراير 1944 في الولايات المتحدة) هو مدرب كرة قدم ولاعب كرة قدم بريطاني (وحمل سابقاً جنسية المملكة المتحدة لبريطانيا العظمى وأيرلندا) في مركز حراسة المرمى. شارك مع منتخب اسكتلندا لكرة القدم. أما مع النوادي، فقد لعب مع شيفيلد وينزداي ومانشستر سيتي ونادي دندي وJarrow F.C. ‏.